# Prince Albert (Canada)
Prince Albert is de op twee na grootste stad van de Canadese provincie Saskatchewan. De stad heeft 35.129 inwoners (2011) en ligt aan de rivier North Saskatchewan.

## Geboren
- Jon Vickers (1926–2015), tenor